# Clasificación de Conmebol para la Copa Mundial de Fútbol de 1966
Los nueve equipos se dividieron en tres grupos de tres equipos. Obtendrían la clasificación los campeones de cada grupo y en caso de empate a puntos se resolvería la clasificación con un partido de desempate. Brasil ya había obtenido la clasificación por haber resultado campeón en el Mundial de Chile 1962.
La competición significó el debut de Venezuela tanto en eliminatorias como en torneos de Conmebol.

## Resultados
En negrita los equipos clasificados, y en cursiva los que disputaron partido de desempate.

### Grupo 1
| Equipo    | Ptos. | PJ | PG | PE | PP | GF | GC |
| --------- | ----- | -- | -- | -- | -- | -- | -- |
| Uruguay   | 8     | 4  | 4  | 0  | 0  | 11 | 2  |
| Perú      | 4     | 4  | 2  | 0  | 2  | 8  | 6  |
| Venezuela | 0     | 4  | 0  | 0  | 4  | 4  | 15 |

| 16-5-1965 | Perú               | 1-0 | Venezuela | Lima, Perú         |                    |
|           | Zegarra 37' (pen.) |     |           | Árbitro(s): Melina | Árbitro(s): Melina |

| 23-5-1965 | Uruguay                                     | 5-0 | Venezuela | Montevideo, Uruguay            |                                |
|           | Rocha 18' · Silva 23' 52' 69' · Menezes 61' |     |           | Árbitro(s): José Dimas Larrosa | Árbitro(s): José Dimas Larrosa |

| 30-5-1965 | Venezuela     | 1-3 | Uruguay                   | Caracas, Venezuela             |                                |
|           | Tortolero 40' |     | Rocha 10' 47' · Silva 52' | Árbitro(s): Roberto Goicoechea | Árbitro(s): Roberto Goicoechea |

| 2-6-1965 | Venezuela                            | 3-6 | Perú                                              | Caracas, Venezuela   |                      |
|          | Santana 32' · Scovino 46' · Elie 89' |     | Mosquera 11' · León 44' 60' 68' · Zavalla 40' 81' | Árbitro(s): Sundheim | Árbitro(s): Sundheim |

| 6-6-1965 | Perú | 0-1 | Uruguay        | Lima, Perú                 |                            |
|          |      |     | Urruzmendi 77' | Árbitro(s): Claudio Vicuña | Árbitro(s): Claudio Vicuña |

| 13-6-1965 | Uruguay               | 2-1 | Perú      | Montevideo, Uruguay         |                             |
|           | Silva 20' · Rocha 62' |     | Peláez 2' | Árbitro(s): Armando Marques | Árbitro(s): Armando Marques |

- Uruguay clasifica para la Copa del Mundo.[1]

### Grupo 2
| Equipo   | Ptos. | PJ | PG | PE | PP | GF | GC |
| -------- | ----- | -- | -- | -- | -- | -- | -- |
| Chile    | 5     | 4  | 2  | 1  | 1  | 12 | 7  |
| Ecuador  | 5     | 4  | 2  | 1  | 1  | 6  | 5  |
| Colombia | 2     | 4  | 1  | 0  | 3  | 4  | 10 |

| 20-7-1965 | Colombia | 0-1 | Ecuador   | Barranquilla, Colombia |                     |
|           |          |     | Muñoz 61' | Árbitro(s): Pedraza    | Árbitro(s): Pedraza |

| 25-7-1965 | Ecuador          | 2-0 | Colombia | Guayaquil, Ecuador   |                      |
|           | Raimondi 11' 56' |     |          | Árbitro(s): Spinetto | Árbitro(s): Spinetto |

| 1-8-1965 | Chile                                                                      | 7-2 | Colombia        | Santiago, Chile     |                     |
|          | Sánchez 11' · Méndez 15' 70' · Fouilloux 25' 65' · Campos 42' · Prieto 58' |     | Segrera 40' 70' | Árbitro(s): Pedraza | Árbitro(s): Pedraza |

| 7-8-1965 | Colombia            | 2-0 | Chile | Barranquilla, Colombia |                  |
|          | Rada 67' (pen.) 87' |     |       | Árbitro(s): Rica       | Árbitro(s): Rica |

| 15-8-1965 | Ecuador                    | 2-2 | Chile                   | Guayaquil, Ecuador             |                                |
|           | Spencer 15' · Raymondi 84' |     | Campos 39' · Prieto 57' | Árbitro(s): Eunapio de Queiroz | Árbitro(s): Eunapio de Queiroz |

| 22-8-1965 | Chile                                           | 3-1 | Ecuador     | Santiago, Chile                    |                                    |
|           | Sánchez 10' (pen.) · Marcos 62' · Fouilloux 74' |     | Spencer 36' | Árbitro(s): Edgardo Codesal Méndez | Árbitro(s): Edgardo Codesal Méndez |

#### Partido de desempate
Chile y Ecuador empataron en el primer lugar del grupo, con los mismos puntos. Tras el partido de desempate, disputado en Lima, Chile consiguió su pase final al Mundial.
| 12 de octubre de 1965 | Chile                    | 2-1 | Ecuador   |                              |                              |
|                       | Sánchez 16' · Marcos 40' |     | Gómez 89' | Árbitro(s): Duval Goicoechea | Árbitro(s): Duval Goicoechea |

- Chile clasifica para la Copa del Mundo.

### Grupo 3
| Equipo    | Ptos. | PJ | PG | PE | PP | GF | GC |
| --------- | ----- | -- | -- | -- | -- | -- | -- |
| Argentina | 7     | 4  | 3  | 1  | 0  | 9  | 2  |
| Paraguay  | 3     | 4  | 1  | 1  | 2  | 3  | 5  |
| Bolivia   | 2     | 4  | 1  | 0  | 3  | 4  | 9  |

| 25-7-1965 | Paraguay                  | 2-0 | Bolivia | Asunción, Paraguay   |                      |
|           | Rodríguez 24' · Rojas 73' |     |         | Árbitro(s): Sundheim | Árbitro(s): Sundheim |

| 1-8-1965 | Argentina                                    | 3-0 | Paraguay | Buenos Aires, Argentina |                       |
|          | González 15' (a.g.) · Onega 26' · Artime 35' |     |          | Árbitro(s): Albergati   | Árbitro(s): Albergati |

| 8-8-1965 | Paraguay | 0-0 | Argentina | Asunción, Paraguay |  |
|          |          |     |           | Árbitro(s): Viug   |  |

| 17-8-1965 | Argentina                            | 4-1 | Bolivia    | Buenos Aires, Argentina |                    |
|           | Bernao 3' 56' · Onega 24' (pen.) 25' |     | Vargas 55' | Árbitro(s): Marino      | Árbitro(s): Marino |

| 22-8-1965 | Bolivia                    | 2-1 | Paraguay | La Paz, Bolivia     |                     |
|           | Quevedo 29' · Castillo 75' |     | Mora 30' | Árbitro(s): Viuacis | Árbitro(s): Viuacis |

| 29-8-1965 | Bolivia          | 1-2 | Argentina      | La Paz, Bolivia     |                     |
|           | Ramos 35' (a.g.) |     | Artime 31' 39' | Árbitro(s): Ángeles | Árbitro(s): Ángeles |

- Argentina clasifica para la Copa del Mundo.

## Estadísticas generales

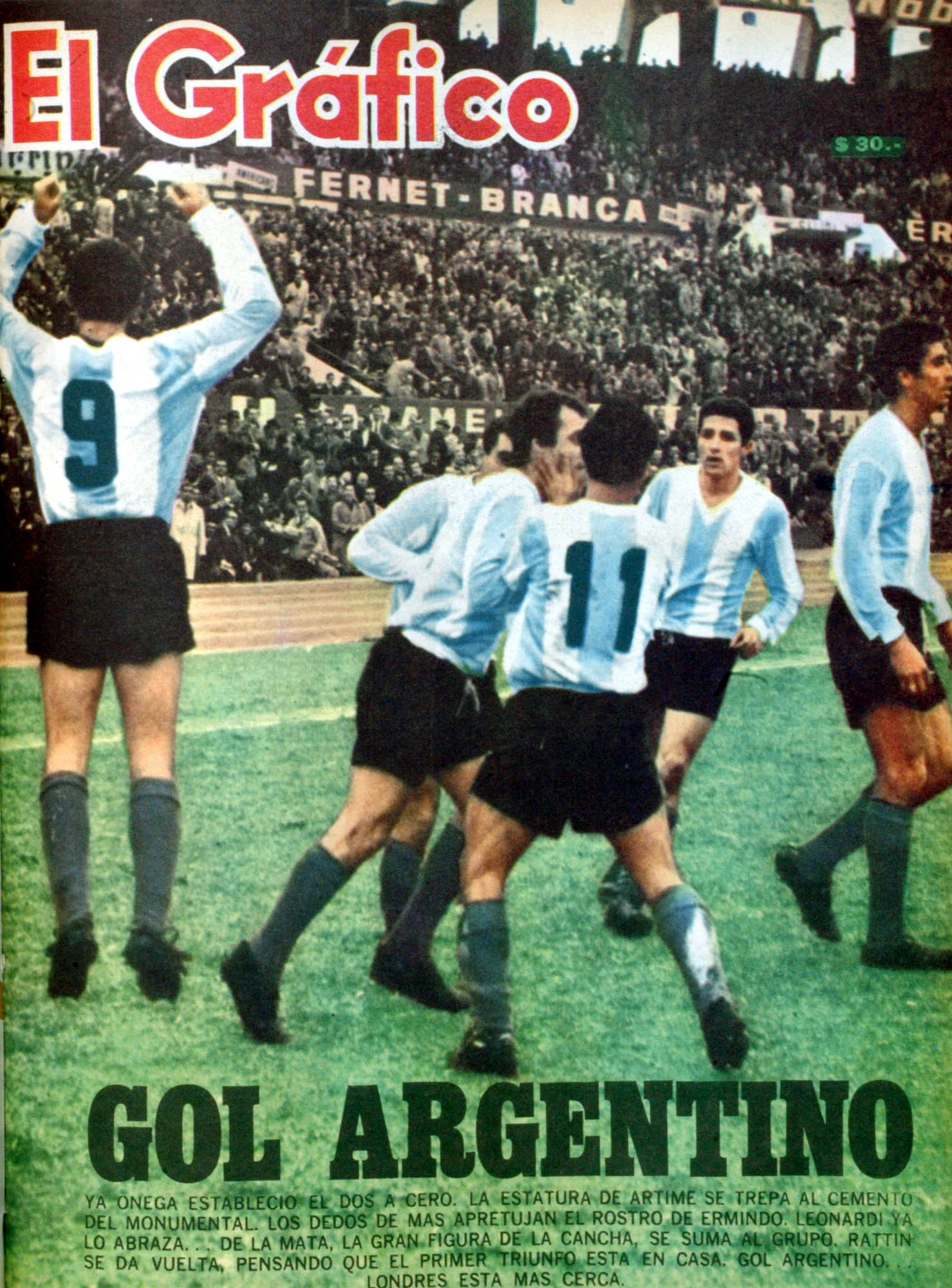
Tapa de El Gráfico luego de la victoria de Argentina sobre Paraguay

| Equipo    | Ptos. | PJ | PG | PE | PP | GF | GC | Dif. |
| --------- | ----- | -- | -- | -- | -- | -- | -- | ---- |
| Uruguay   | 8     | 4  | 4  | 0  | 0  | 11 | 2  | 9    |
| Argentina | 7     | 4  | 3  | 1  | 0  | 9  | 2  | 7    |
| Chile     | 5     | 4  | 2  | 1  | 1  | 12 | 7  | 5    |
| Ecuador   | 5     | 4  | 2  | 1  | 1  | 6  | 5  | 1    |
| Perú      | 4     | 4  | 2  | 0  | 2  | 8  | 6  | 2    |
| Paraguay  | 3     | 4  | 1  | 1  | 2  | 3  | 5  | –2   |
| Bolivia   | 2     | 4  | 1  | 0  | 3  | 4  | 9  | –5   |
| Colombia  | 2     | 4  | 1  | 0  | 3  | 4  | 10 | –6   |
| Venezuela | 0     | 4  | 0  | 0  | 4  | 4  | 15 | –11  |

## Clasificados
| Bandera de Argentina    | Bandera de Brasil       | Bandera de Chile        | Bandera de Uruguay      |
| Argentina               | Brasil Campeón vigente  | Chile                   | Uruguay                 |
| Clasificado: 17/08/1965 | Clasificado: 17/06/1962 | Clasificado: 12/10/1965 | Clasificado: 06/06/1965 |